# Isabella County
Isabella County is een county in de Amerikaanse staat Michigan.
De county heeft een landoppervlakte van 1.487 km² en telt 63.351 inwoners (volkstelling 2000). De hoofdplaats is Mount Pleasant